# Правобережный район (Братск)

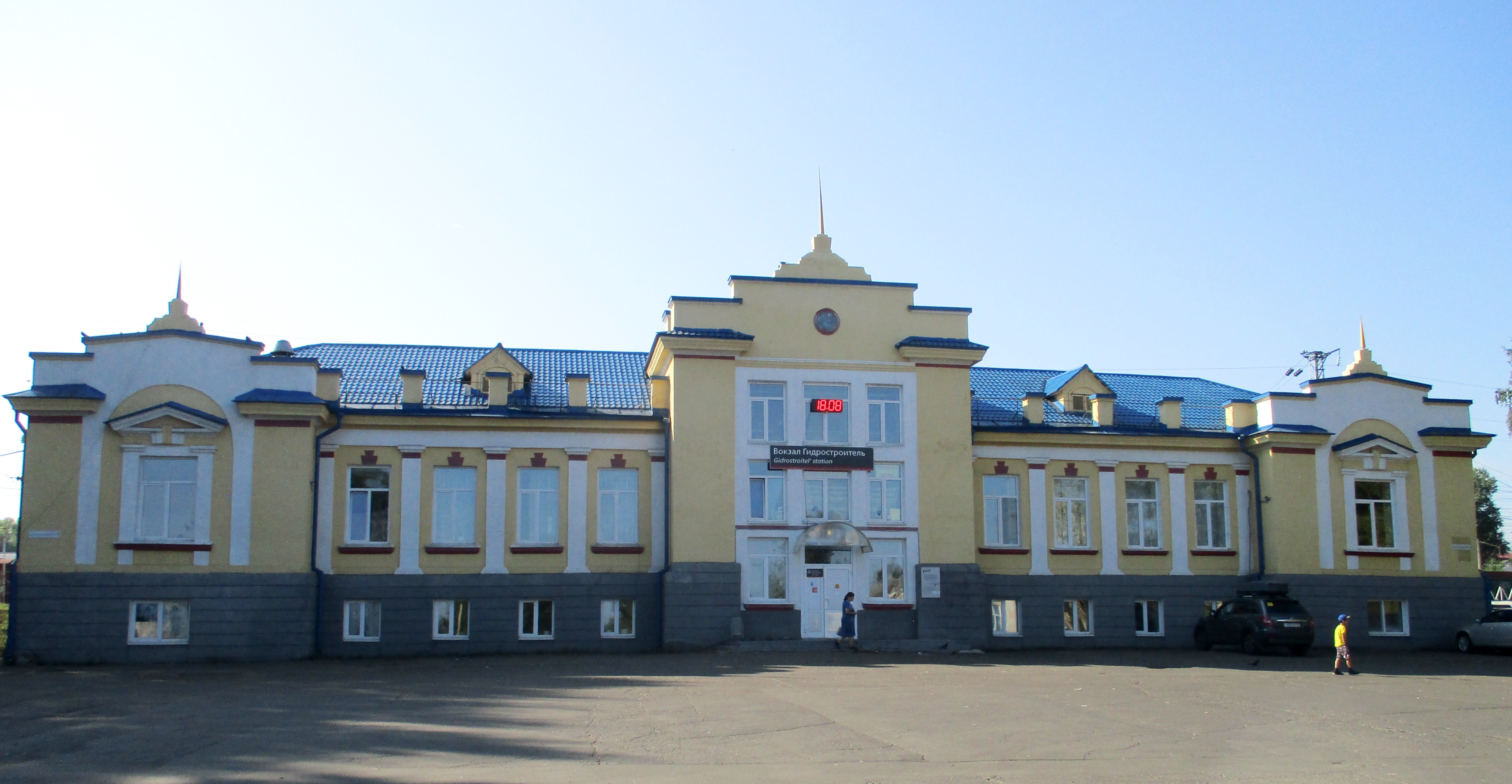
Железнодорожная станция «Гидростроитель»

Правобережный райо́н — один из трёх внутригородских районов города Братска. Образован после  1999 года.

## География
Расположен на правом побережье реки Ангара (Братское водохранилище), в северо-восточной части города. 
Граничит с Падунским районом Братска на западе. 

## Население
| 2002    | 2009    | 2010    | 2011    | 2012    | 2013    | 2014    |
| ------- | ------- | ------- | ------- | ------- | ------- | ------- |
| 39 524  | ↗40 264 | ↘38 550 | ↘38 480 | ↘38 098 | ↘37 659 | ↘37 441 |
| 2015    | 2016    | 2017    | 2018    | 2019    | 2020    | 2021    |
| ↘37 053 | ↘36 733 | ↘36 292 | ↘36 174 | ↗36 328 | ↘35 524 | ↘34 980 |

## Микрорайоны
Район включает в себя микрорайоны (жилые районы): Гидростроитель, Осиновка, Сухой.

## История
Образован после 1999 года, когда в состав города были включены посёлки Осиновка и др.